# Schoenus andrewsii
Schoenus andrewsii är en halvgräsart som beskrevs av William Vincent Fitzgerald. Schoenus andrewsii ingår i släktet axagssläktet, och familjen halvgräs. Inga underarter finns listade i Catalogue of Life.